# Миллер, Стив (музыкант)
Стив Ми́ллер (англ. Steve Miller, род. 5 октября 1943; Милуоки, Висконсин, США) — американский гитарист, создавший в возрасте 12 лет блюз-рок-команду, которая после многочисленных смен состава получила в 1968 году название «The Steve Miller Band». Самой популярной песней Стива в составе группы является «Abracadabra».

## Биография

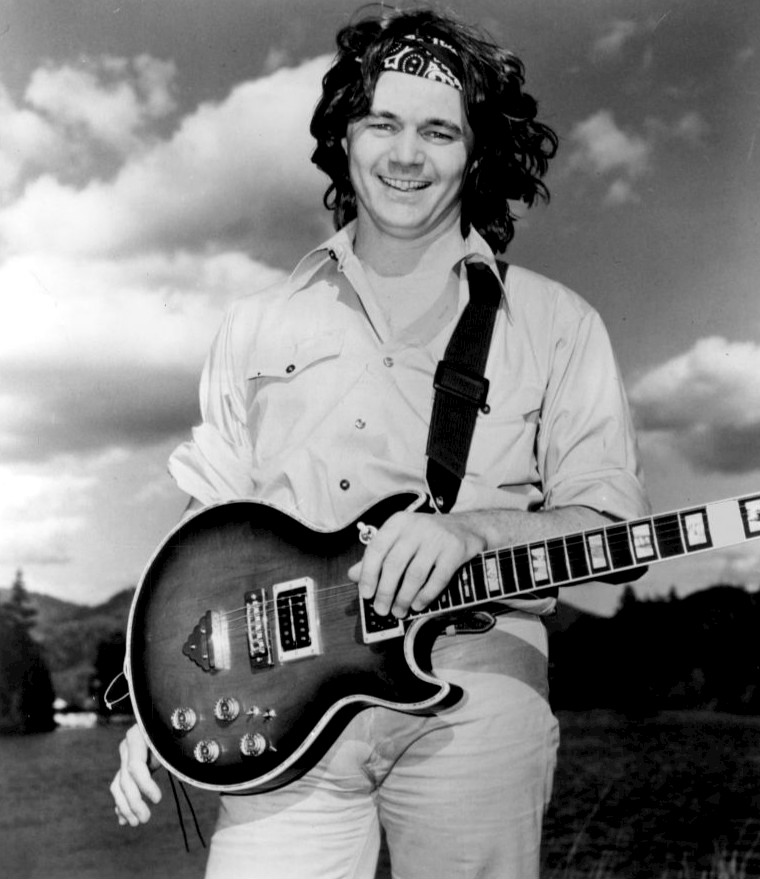
В 1977 году

Карьера Стива началась в 1955 году, когда под влиянием Леса Пола (с которым был знаком его отец) он создал свою музыкальную группу. В конце 1960-х Миллер уже был достаточно уважаемым рок-музыкантом, который работал с Чаком Берри, и в записях которого принимал участие Пол Маккартни. В 1972 году он попал в аварию, сломал шею и заболел гепатитом. Во время болезни в шутку написал незамысловатую песенку «The Joker», которую решил выпустить синглом. Эта поп-ориентированная мелодия стала крупным хитом, дойдя до первой строчки в Billboard Hot 100. В Великобритании она была выпущена 17 лет спустя и, будучи использованной в рекламном ролике, также возглавила национальный хит-парад.
В тексте песни впервые прозвучало бессмысленное выражение pompatus of love, которое впоследствии вошло в молодёжную субкультуру. В 1996 году даже был снят фильм, озаглавленный «The Pompatus of Love», герои которого обсуждают происхождение и значение этой загадочной фразы.
Впечатлённый успехом «The Joker», Миллер решил продолжать записываться в аналогичном стиле, рассчитанном на самую широкую публику. Его альбомы «Fly Like an Eagle» (1976) и «Book of Dreams» (1977) разошлись многомиллионными тиражами, а сингл «Rock’n Me» стал очередным суперхитом. Хотя музыкальные критики презирали Миллера за измену психоделическому блюз-року, он продолжал изредка выступать и с Маккартни, и с The Eagles. Его последним (и самым крупным) бестселлером был вышедший в июне 1982 года танцевальный сингл «Abracadabra».

## Дискография
- Children of the Future (1968)
- Sailor (1968)
- Brave New World (1969)
- Your Saving Grace (1969)
- Number 5 (1970)
- Rock Love (1971)
- Antology (1972)
- Recall the Beginning…A Journey from Eden (1972)
- Living in the U.S.A (1973)
- The Best Of… 1968—1973 (1973)
- The Joker (1973)
- Fly Like an Eagle (1976)
- Book of Dreams (1977)
- Greatest Hits 1974—78 (1978)
- Circle of Love (1981)
- Abracadabra (1982)
- Steve Miller Band Live! (1983)
- Italian X Rays (1984)
- Living in the 20th Century (1986)
- Born 2 B Blue (1988)
- Very Best Of… (1991)
- Wide River (1993)
- Steve Miller Band (3CD) (1994)
- King Biscuit Flower Hour Presents the Steve Miller Band (2002)
- Live 73-76 (2CD) (2002)
- Young Hearts (2003)
- Bingo! (2010)
- Let Your Hair Down (2011)